# Cattleya tenebrosa
Cattleya tenebrosa är en orkidéart som först beskrevs av Robert Allen Rolfe, och fick sitt nu gällande namn av A.A.Chadwick. Cattleya tenebrosa ingår i släktet Cattleya och familjen orkidéer. Inga underarter finns listade i Catalogue of Life.

## Bildgalleri

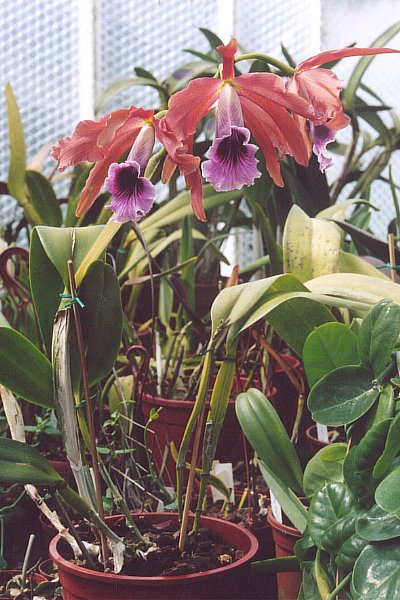
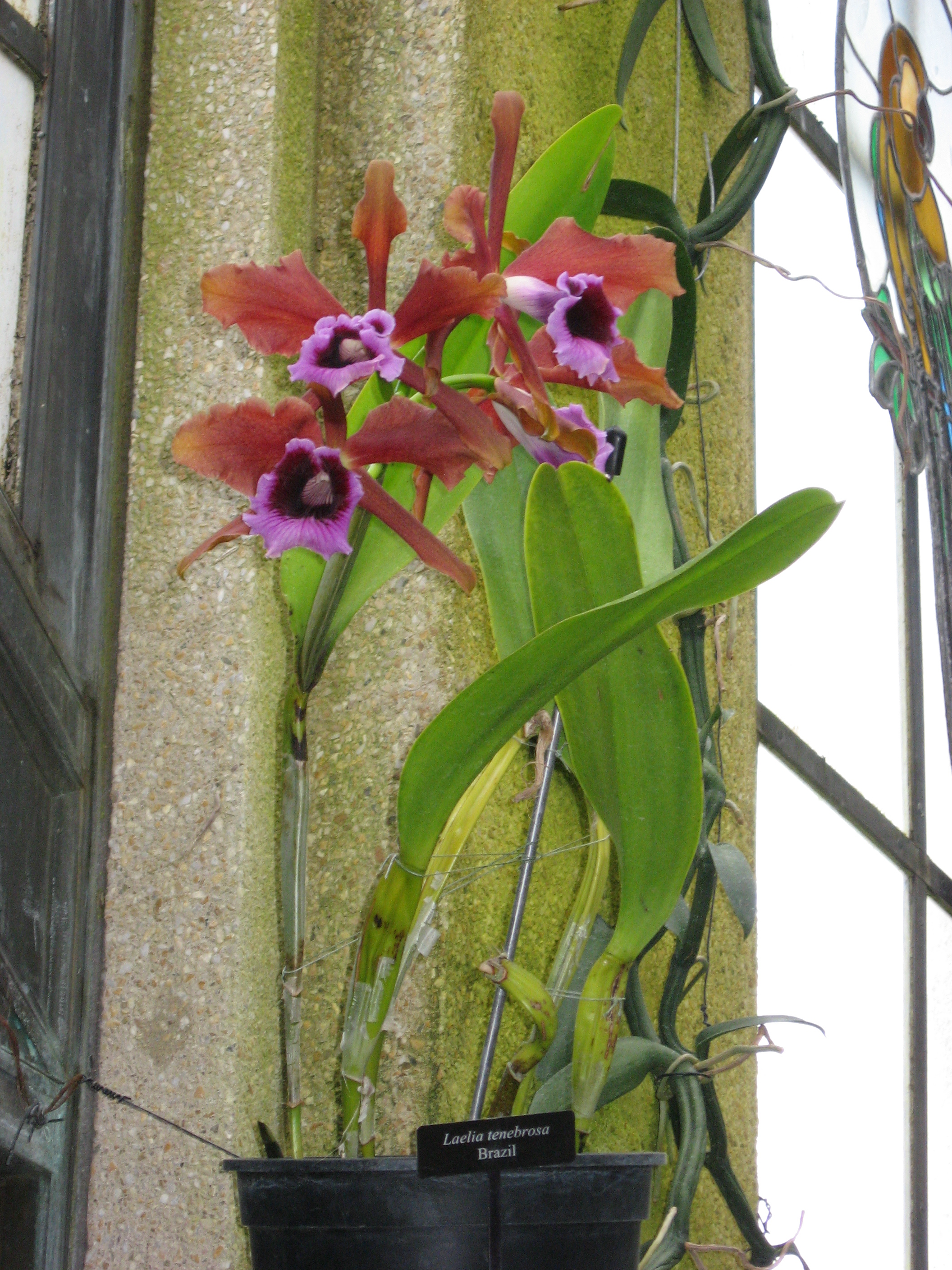
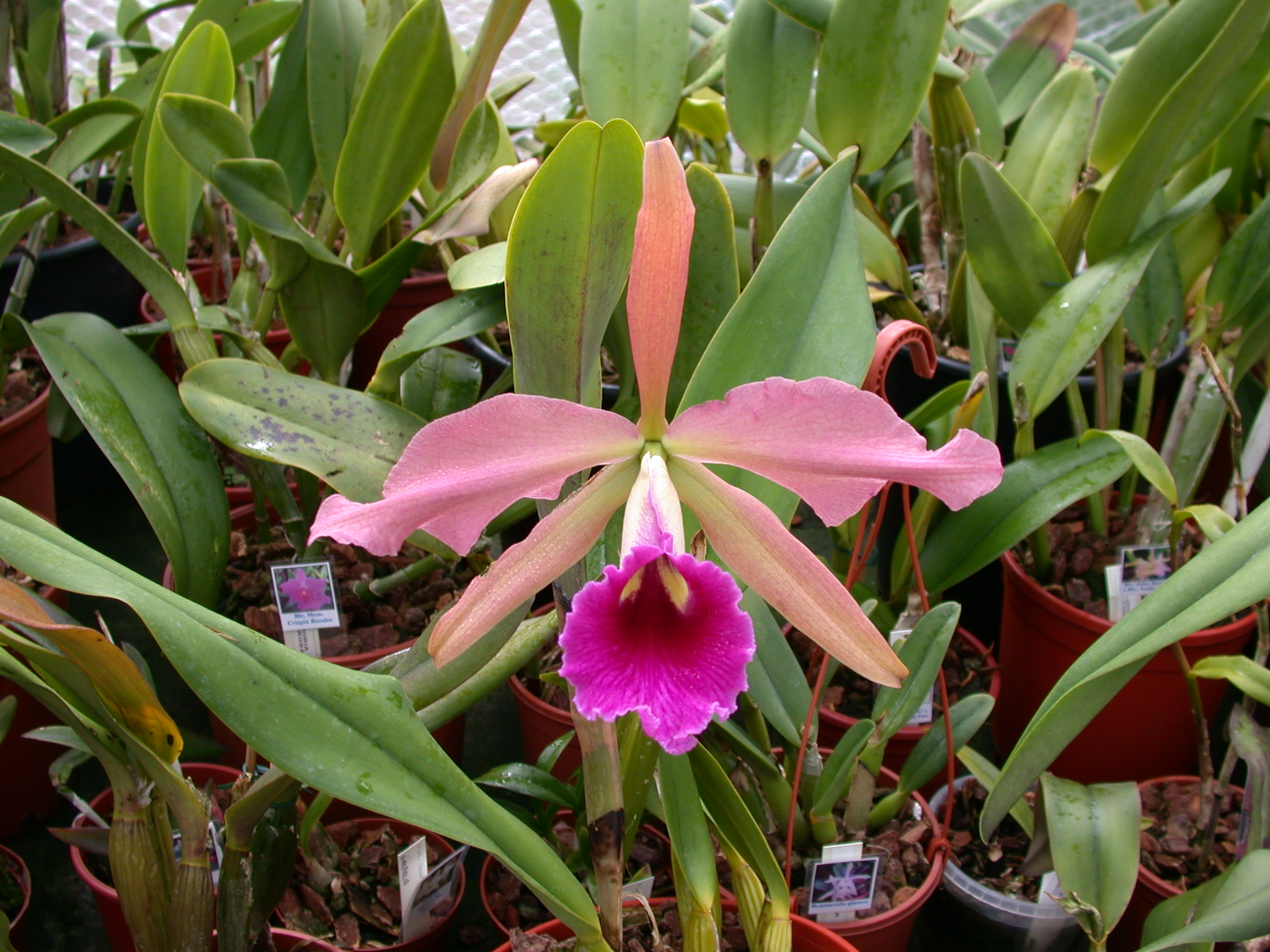
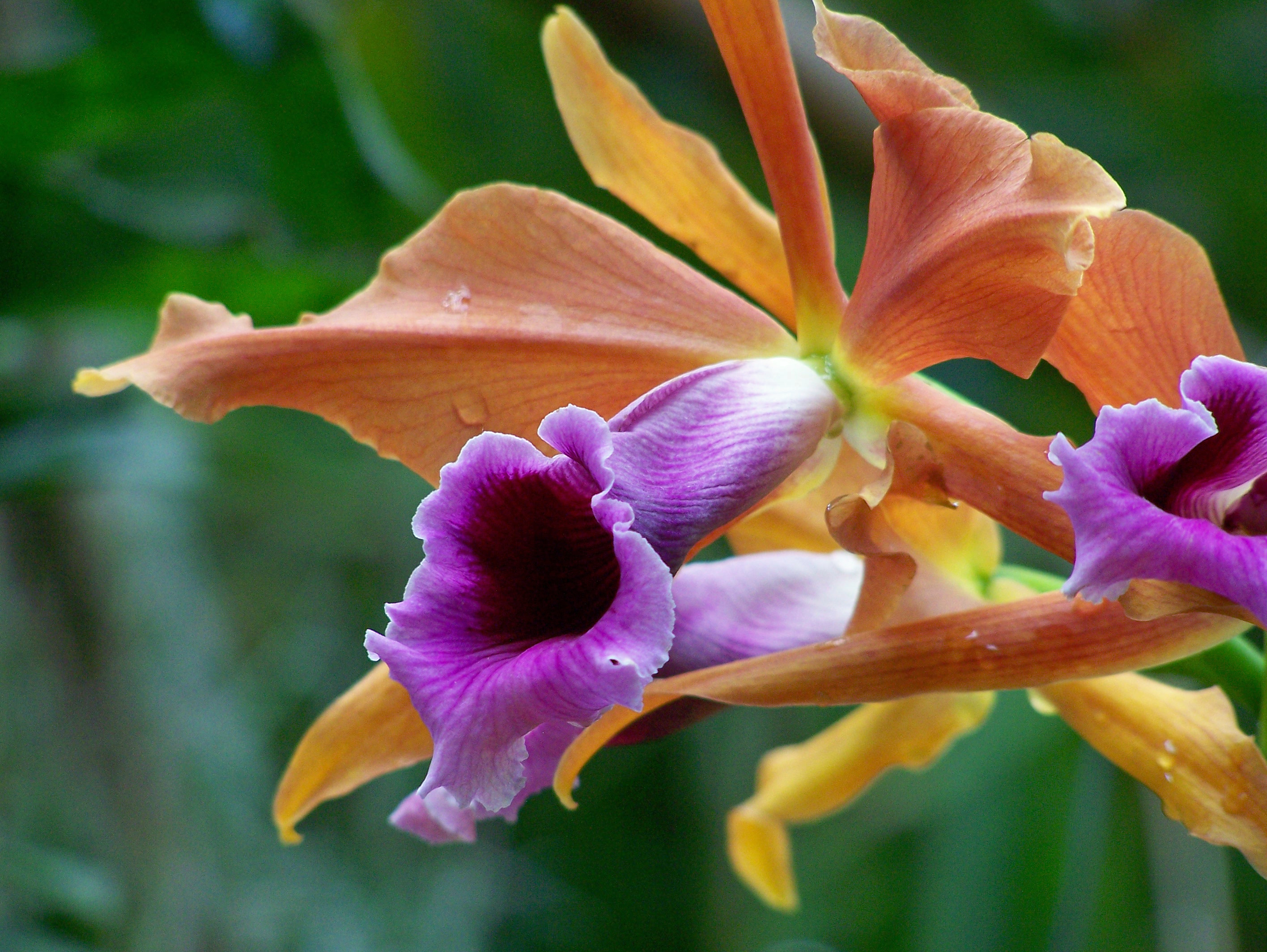
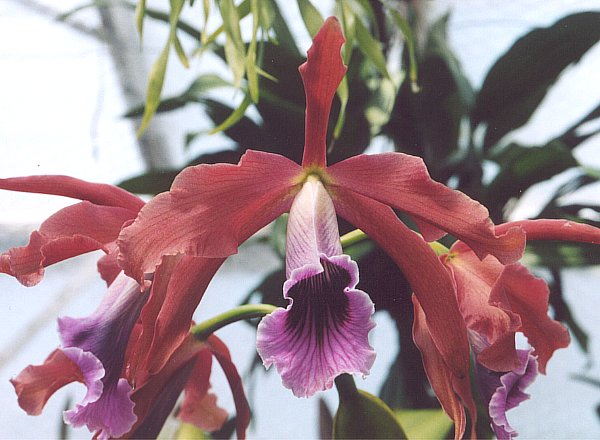